# Circassianos
Os circassianos são um grupo étnico originário da região do norte do Cáucaso historicamente designada como Circássia (em russo:  Cherkessia, em turco:  Çerkez, Cherkess).

Os chamados circassianos não usam esse termo para se autodesignarem. O etnónimo tem sido usado indiscriminadamente a todos os povos do norte do Cáucaso, mas comumente refere-se aos adigues ou adiguésios, um povo autóctone do norte do Cáucaso, o qual é mencionado em documentos históricos desde a época do Helenismo, mas sua identidade cultural remonta ao século X.

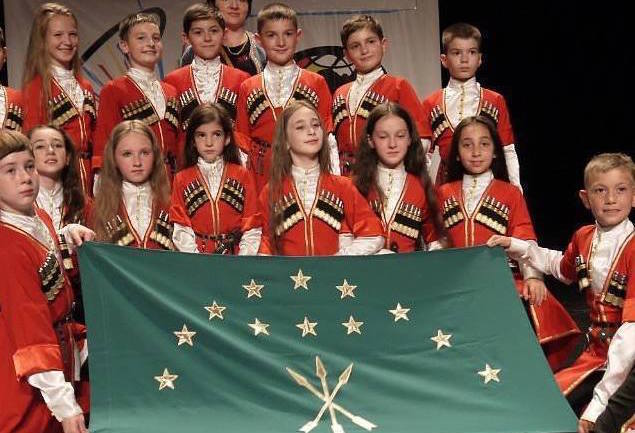
Crianças circassianas com a tradicional bandeira Circassiana.

Persiste uma imprecisão do termo circassiano que deriva, em grande parte, do facto da região do Cáucaso do Norte ter sido uma área remota e relativamente desconhecida para os ocidentais e os turcos. Genericamente, pode ser entendido num sentido mais restrito como Cherkes, Shapsugs e Cabardinos), ou, no sentido lato como Abzakhs, Abazas e Ubykh (o último desaparecido linguisticamente).
Desde o século XVIII os circassianos sofreram uma dispersão, fundando vilas e bairros na Síria, Jordânia, Líbano, Israel, Bulgária, Turquia, Moldávia e Cossovo. Em 2006 estimava-se em cerca de 700 000 o número de circassianos no mundo, dos quais 200 000 a viver na República Autônoma da Adigueia, na Rússia.

## Revolta Circassiana
Durante as últimas décadas do século XIX, por volta de 400 mil circassianos foram mortos, e estima-se que aproximadamente 1,2 milhão de circassianos foram expulsos da região do Cáucaso pelo Império Russo.
Por volta de 1860, os russos estavam terminando de dominar o Cáucaso e a região da Chechênia, mas no seu caminho estavam os circassianos, povos muçulmanos. Foi quando o General Yevdokimov propôs persuadir os nativos a se mudar para o vizinho Império Otomano. Para garantir que os montanheses fossem realmente embora, os soldados destruíram quaisquer aldeias que encontrassem.
A limpeza étnica foi tão completa que hoje ninguém mais na região do Cáucaso fala os idiomas dos povos circassianos.
A maior parte são muçulmanos sunitas e uma minoria é ortodoxa russa, mas há forte influência xamanista em suas crenças.

## Referencias literárias
Nas Letters on the English (1734), Voltaire menciona a beleza das mulheres circassianas:
Os circassianos são pobres, e as suas filhas são bonitas e, de facto, é delas que se faz o principal comércio. Fornecem com essas belezas os seralhos do Sultão turco, do Sophy persa, e de todos aqueles que são suficientemente ricos para comprar e manter uma mercadoria tão preciosa. Essas donzelas são instruídas de forma muito honrada e virtuosa sobre como amimar e acariciar os homens; são ensinadas danças de um tipo muito polido e efeminado; e como aumentar, pelos artifícios mais voluptuosos, os prazeres de seus desdenhosos mestres para os quais são destinadas. (Carta XI, Sobre a Inoculação, tradução  livre). 

## Mulheres circassianas
Existe um mito sobre as mulheres deste povo que seriam de uma beleza e de uma elegância invulgares e associa-se ao termo circassiana o termo de concubina. Esta reputação remonta ao Império Otomano quando estas mulheres foram raptadas para fazerem parte dos haréns do Império do Sultão Turco. Estas mulheres ficaram também conhecidas por "moss haired girls", por terem sido vítimas de escravidão sexual entre os turcos.
Como resultado desta reputação, na Europa e América as mulheres circassianas eram regularmente caracterizadas como o ideal de beleza feminina que teve repercussões na poesia e na arte. Uma das características destas mulheres era a pele branca que contrastava com um cabelo ripado como algumas tribos africanas.
No século XIX, a combinação dos temas populares como Oriente, ideologia racial e excitação sexual deu a uma notoriedade estas mulheres e P. T. Barnum, líder do circo Ringling Bros and Barnum & Bailey Circus, decidiu capitalizar esse interesse da sociedade americana.
Barnum criou o Barnum's American Museum em Nova Iorque e, em 1864, exibiu a primeira mulher circassiana sob o nome de Zalumma Agra. Reza a história que Barnum tenha escrito a John Greenwood, o seu representante na Europa, pedindo-lhe para comprar uma bela mulher circassiana para expor, ou pelo menos para contratar uma moça que poderia "passar por" uma. No entanto, parece que Zalumma Agra foi presumivelmente uma mulher local contratada para o show. Mas mais tarde, Barnum conseguiu adquirir um número suficiente de mulheres circassianas que tinham emigrado para os EUA para fugir da escravidão sexual.
A propagação de beleza circassiana rendeu um avultado lucro a quem explorava estas mulheres que eram expostas em museus ou em diversos circos onde realizavam inúmeros truques circenses (o mais comum era engolir espadas).